# 福士加代子
福士加代子（日语：／ Fukushi Kayoko， 1982年3月25日—），日本女子长跑运动员。她曾获得2002年亚洲运动会女子5000米和10000米银牌、2006年亚洲运动会10000米金牌。